# Félix Sánchez (beisbolista)
Félix Antonio Sánchez (nacido el 3 de agosto de 1981 en Puerto Plata) es un ex lanzador dominicano que jugó en las Grandes Ligas brevemente con los Cachorros de Chicago en una llamada a filas de septiembre en 2003.
Con el equipo de Doble-A West Tenn Diamond Jaxx en 2003, Sánchez tuvo una efectividad de 3.23 en 30 partidos y fue llamado por los Cachorros después de completar el roster de 40 en septiembre. Apareció en tres juegos y permitió dos carreras limpias. El 29 de abril de 2004, fue traspasado a  los Tigres de Detroit y pasó el resto de la temporada con el equipo Doble-A, Erie SeaWolves. En 2005, jugó para el equipo de High-A, Lakeland Tigers, en lo que sería su última temporada como profesional.